# Jean Piveteau
Jean Piveteau (23 de setembro de 1899 - 7 de março de 1991) foi um paleontologista francês de vertebrados. Ele foi eleito para a Academia Francesa de Ciências em 1956 e atuou como presidente do instituto em 1973.